# Carolijn Brouwer
Carolijn Mariëlle Brouwer (Leiden, 25 de julio de 1973) es una deportista neerlandesa que compitió en vela en las clases Europe, Laser Radial y Tornado.
Ganó tres medallas en el Campeonato Mundial de Europe entre los años 1996 y 2001, tres medallas en el Campeonato Mundial de Laser Radial entre los años 1991 y 1998, y una medalla de oro en el Campeonato Europeo de Laser Radial de 1992. Además, obtuvo una medalla de plata en el Campeonato Mundial de Tornado de 2007.
En los años 1998 y 2018 fue nombrada Regatista Mundial del Año por la Federación Internacional de Vela.

## Palmarés internacional
| Representando a los Países Bajos |                            |                  |        |
| Campeonato Mundial               |                            |                  |        |
| Año                              | Lugar                      | Medalla          | Clase  |
| 1996                             | Palma de Mallorca (España) | Medalla de oro   | Europe |
| 1998                             | Travemünde (Alemania)      | Medalla de oro   | Europe |
| 2001                             | Vilamoura (Portugal)       | Medalla de plata | Europe |

| Representando a los Países Bajos |                          |                  |              |
| Campeonato Mundial               |                          |                  |              |
| Año                              | Lugar                    | Medalla          | Clase        |
| 1991                             | Porto Carras (Grecia)    | Medalla de plata | Laser Radial |
| 1993                             | Takapuna (Nueva Zelanda) | Medalla de oro   | Laser Radial |
| 1998                             | Medemblik (Países Bajos) | Medalla de plata | Laser Radial |
| Campeonato Europeo               |                          |                  |              |
| Año                              | Lugar                    | Medalla          | Clase        |
| 1992                             | Mariestad (Suecia)       | Medalla de oro   | Laser Radial |

| Representando a Bélgica |                    |                  |         |
| Campeonato Mundial      |                    |                  |         |
| Año                     | Lugar              | Medalla          | Clase   |
| 2007                    | Cascaes (Portugal) | Medalla de plata | Tornado |